# Johannes Huttich
Johannes Huttich, latinisiert Huttichius (* 1490 in Strinz bei Idstein; † 4. März 1544 in Straßburg), war ein deutscher Humanist und Antiquar. Er wurde auch Antiquarius genannt.

## Leben und Werk
Huttich war in Mainz ein Schüler von Johannes Aesticampianus und folgte diesem 1506 an die Universität Frankfurt an der Oder (wie auch Ulrich von Hutten, zu dessen Freundeskreis er zählte). 1507 erwarb er dort das Bakkalaureat und ging mit Aesticampianus 1508 nach Leipzig, kehrte aber 1511 nach Konflikten mit der Universität in Folge davon, dass er überzeugter Humanist war, wieder zurück nach Mainz. Er war mit Beatus Rhenanus befreundet und zählte zu den Anhängern von Johannes Reuchlin. In Mainz war er Lehrer (Examinator), Domvikar und gelehrter Korrektor für den Drucker und Verleger Johann Schöffer. 1519 war er Teil der Gesandtschaft, die zu Karl V. nach Madrid reiste, um ihm offiziell die Wahl zum Kaiser bekanntzugeben.
Ab 1521 war er Bürger von Straßburg, wo er Kanonikus an St. Thomas war und um 1533 eine reiche Pfründe an der Kathedrale erhielt (Rex Chori). Auch hier war er Korrektor beim Drucker Johannes Grüninger.
1520 gab er eine Sammlung von römischen Inschriften aus der Umgebung von Mainz heraus (Collectanea antiquitatum) und 1520 die überarbeitete Neuauflage der Inscriptiones Vetustae Romanae von Konrad Peutinger. Er war an der Herausgabe der Chronik von Regino von Prüm durch Sebastian von Rotenhan beteiligt und veröffentlichtes ein populäres Buch über die römischen Kaiser von Julius Caesar bis Karl V. Mit Simon Grynaeus gab er 1532 frühe spanische und portugiesische Reiseberichte über Amerika heraus (auf die er auf seiner Spanien-Reise Zugriff hatte).

## Schriften
- Collectanea antiquitatum in urbe atque agro Moguntino repertarum. Schoeffer, Mainz 1520 (Digitalisat; 2. Auflage Schoeffer, Mainz 1525, Nachdruck Windfelder, Mainz 1977, ISBN 3-921058-00-7.
- De Romanorum imperatoribus libellus. Straßburg 1525 Digitalisat); 2. Auflage 1526
  - Deutsch: Buch von den römischen Kaisern mit ihren gleichzeitigen Bildnissen. 1526
- Imperatorvm et caesarvm Vitae cum imaginibus ad uiuam effigiem expressis. Libellus auctus cum elencho & iconijs consulum. Straßburg 1534
- Romanorum principum effigies: cum historiarum annotatione. Straßburg 1534, 1552
- mit Simon Grynaeus: Novus orbis regionum ac insularum veteribus incognitarum. 1532 (mit Weltkarte von Sebastian Münster)